# Saint-Paterne - Le Chevain
Saint-Paterne - Le Chevain község Franciaország Loire mente régiójában, Sarthe megyében. Új községként 2017. január 1-jén jött létre Saint-Paterne és Le Chevain község egyesítésével. Az egyesüléskor az új község lélekszáma 2386 fő lett. Lakosainak száma 2090 fő (2022. január 1.).

## Népesség
| Lakosok száma | 2180 | 2142 | 2120 | 2113 | 2106 | 2103 | 2096 | 2090 |
|               | 2013 | 2015 | 2017 | 2018 | 2019 | 2020 | 2021 | 2022 |